# Leopold Offermann
Leopold Offermann (* 28. August 1837 in Lindlar bei Köln; † 5. August 1919 in Leipzig) war ein deutscher Ingenieur und langjähriger Direktor der Leipziger Wollkämmerei.

## Wirken
Leopold Offermann wurde in eine alteingesessene Tuchhändlerfamilie geboren. Nach der Schulausbildung arbeitete er zunächst in verschiedenen Betrieben, ehe er ein Maschinenbaustudium an der Technischen Hochschule Karlsruhe absolvierte. Der guten Vernetzung seiner Familie dürfte es zu verdanken gewesen sein, dass er bereits mit 25 Jahren Direktor einer Woll- und Seidenspinnerei im Elsass wurde und wenig später die gleiche Position in einer Textilmaschinenfabrik in Louviers in der Normandie innehatte.
Von 1871 bis 1873 war er Direktor der Kammgarnspinnerei Wernshausen in Thüringen. 1873 errichtete er in Döhren bei Hannover zu der bestehenden Wollwäscherei eine Wollkämmerei. Dies war der erste Betrieb in Deutschland, der Schafwolle wusch und kämmte, was bisher nur in Frankreich geschah.

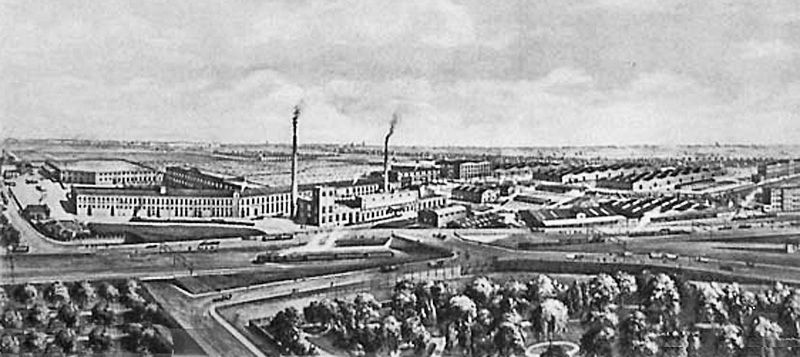
Die Leipziger Wollkämmerei

1876 übernahm Offermann die Leitung der 1872 gegründeten Leipziger Wollkämmerei AG. und blieb bis 1912 deren Direktor. Er entwickelte den Betrieb in den 1880er Jahren zum größten seiner Art in Sachsen und zu einem der größten in Deutschland, der 1893 circa 1700 Beschäftigte hatte. Als Ingenieur erwarb er sich große Verdienste bei der Entwicklung neuer Kämmmaschinen und bei der Klärung von Schmutzwässern aus der Wollewäscherei.
Offermann gründete Zweigwerke in Hoboken bei Antwerpen (1884) und in Wilhelmsburg bei Hamburg (1889). Er initiierte auch die Gründungen der Leipziger Kammgarnspinnerei Stöhr (1880) und der Leipziger Baumwollspinnerei (1884). Zahlreich waren seine geschäftlichen Beteiligungen an weiteren großen deutschen Unternehmen, in deren Aufsichtsräten er teilweise wirkte. 1887 wurde er Mitglied des Vereins Deutscher Ingenieure (VDI) und des Sächsischen Bezirksvereins des VDI, dem späteren Leipziger Bezirksverein. Er war auch argentinischer Konsul.

## Privates

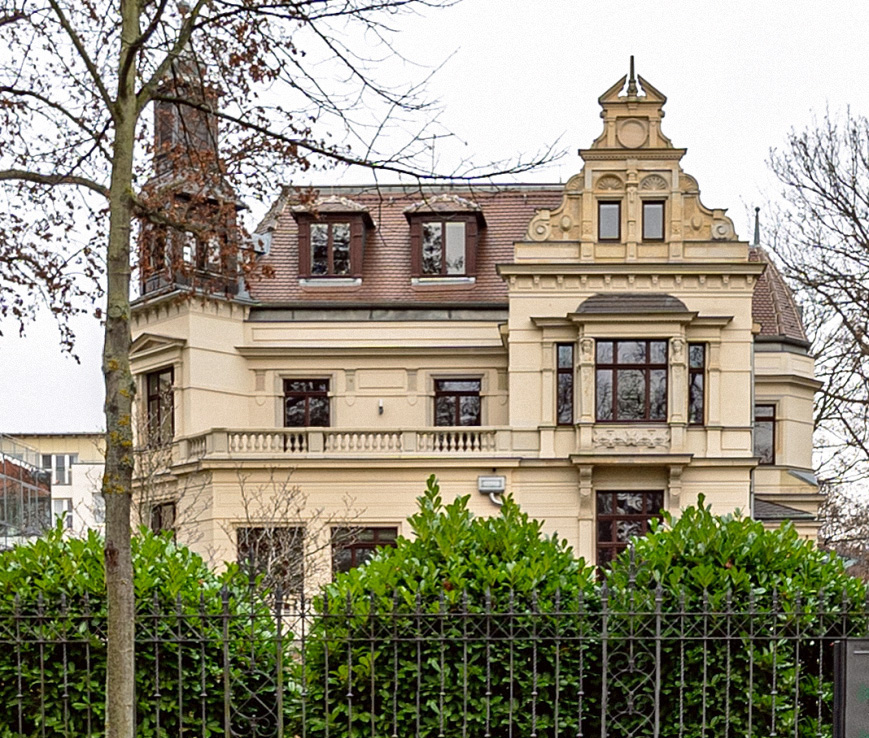
Seine Villa (2020)
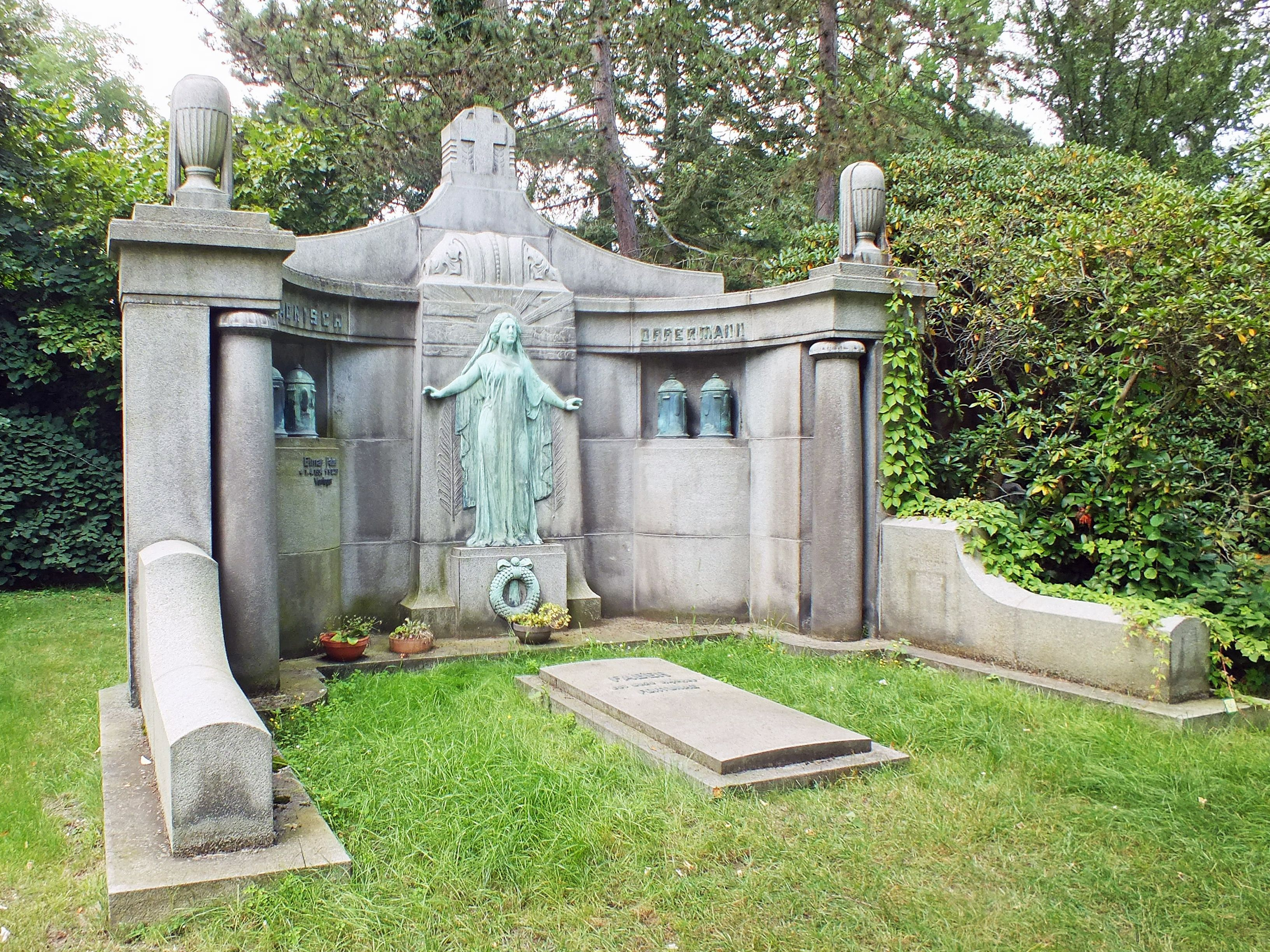
Sein Grabmal (2021)

Am 25. Juli 1871 heiratete Offermann die aus dem belgischen Lüttich stammende Marie Emma Celine Drissen. Das Ehepaar hatte drei Töchter, Helene, Emmy und Nelly.
In Leipzig bezog die Familie die 1890 erworbene prächtige Villa in der Bismarckstraße 21 (heute Ferdinand-Lasalle-Straße), 
die zuvor durch den Architekten Karl Weichardt (1846–1906) für den Leipziger Kaufmann Friedrich Krügel errichtet worden war.
Aus Offermanns Aktivitäten resultierte ein bemerkenswerter Reichtum, so dass er in der Reihe der Einkommensmillionäre im Königreich Sachsen 1912 an dritter Stelle lag.
Nach dem Tod seines Schwagers Heinrich Jaenisch ließ er 1909 von dem Architekten Walter Wiesinger (1876–1961) auf dem Leipziger Südfriedhof eine repräsentative Familiengrabstätte anlegen, in welcher seine Urne nach seinem Tode 1919 ebenfalls beigesetzt wurde.

## Ehrungen
- Königlich-Sächsischer Geheimer Kommerzienrat für „seine Verdienste um die sächsische Industrie“.
- Ehrenmitgliedschaft des Leipziger Bezirksvereins des VDI[7]
- 1911 Ehrendoktorwürde (Dr.-Ing. E. h.) der Technischen Hochschule Dresden „in Anerkennung seiner hervorragenden Verdienste um die gesamte Textilindustrie, insbesondere um die deutsche Wollkämmerei.“[8]